# Cercle des Nageurs de Monthey
El Cercle des Nageurs de Monthey (llamado también Cenamo) es un club acuático suizo en la ciudad de Monthey.
Los principales deportes que se practican en el club son la natación, la natación sincronizada y el waterpolo.

## Historia
El club fue fundado en 1941. 

## Palmarés
- 1 vez campeón de la liga de Suiza de waterpolo masculino (1990)